# ГЕС Сколленборг
ГЕС Сколленборг — гідроелектростанція у південній частині Норвегії, за понад 60 км на південний захід від Осло. Знаходячись між ГЕС Gamlebrofoss (15 МВт, вище по течії) та ГЕС Vittingfoss (33,5 МВт), входить до складу каскаду на річці Нумедалслоген, яка у місті Ларвік впадає до затоки Богус (протока Скагеррак).
З 1910 року на порозі Labrofossen працювала ГЕС Labro, котра використовувала прокладені до його підніжжя водоводи. В 1980-х її (а також розташовану нижче ГЕС Gravenfoss) замінили станцією Сколленборг, більшої потужності якої досягнули за рахунок застосування відвідної деривації — перш ніж повернутись у Нумедалслоген, відпрацьована в спорудженому біля порогу підземному машинному залі вода прямує по прокладеному під лівобережним масивом тунелю довжиною 2,1 км.
У межах гідротехнічної схеми річка перед Labrofossen перекрита греблею. Перша така споруда з'явилась тут ще в 1870-х роках (тоді енергія води використовувалась для виконання механічної роботи), а у 1980-х разом зі станцією Сколленборг постала нова бетонна гребля, яка включає арку в центральній частині та прямі бічні секції, що прилягають до неї. Призначенням споруди є відведення ресурсу до ГЕС, тоді як утримуване нею сховище має об'єм лише 0,6 млн м3.
Основне обладнання станції становлять дві турбіни типу Каплан загальною потужністю 97 МВт, які при напорі у 60 метрів забезпечують виробництво 395 млн кВт-год електроенергії на рік.